# U.K. Independent Charts
Die U.K. Independent Charts (auch kurz UK Indie Charts) waren Independent-Charts, die in Großbritannien von Januar 1980 bis Dezember 1989 veröffentlicht wurden. In wöchentlichen Listen wurden Singles und Alben nach ihrem Verkaufserfolg aufgeführt. Kriterium war, dass an der Produktion, am Marketing und am Vertrieb ausschließlich von den Majorlabels unabhängige Plattenlabel und Distributoren beteiligt waren. Zweck war es, den Einzelhändlern eine Orientierung über die aktuelle Nachfrage an den Veröffentlichungen von Independent-Labeln zu bieten. Die ersten U.K. Independent Charts wurden am 19. Januar 1980 in Großbritannien erhoben.

## Geschichte
Die britischen Independent-Charts entstanden aus der Initiative von Ian McNay, dem Besitzer von Cherry Red Records und John Hayward, einem Journalisten vom Branchenblatt Record Business. Hintergrund war die exponentiell wachsende Anzahl von unabhängigen Plattenfirmen in Großbritannien mit der Punk-Bewegung gegen Ende der 1970er Jahre. Damit wuchs gleichzeitig eine Infrastruktur heran, die sich um die Belange dieser kleinen Plattenfirmen kümmerte, wie z. B. die Vertriebsunternehmen Pinnacle, Spartan oder Cartel. Die Independent-Charts schlossen eine weitere Lücke in dieser Infrastruktur, denn kaum ein Independent-Titel schaffte es unter die Top 75 der regulären Charts. Die verkauften Stückzahlen waren dafür zu niedrig. Eine speziell auf diesen Markt zugeschnittene Chartserhebung sollte Abhilfe schaffen und einen Überblick über die erfolgreichsten Independent-Titel liefern und damit einen Kaufreiz für Besitzer vom Schallplattenläden gedacht die Titel einzukaufen um sie den Kunden anzubieten.
Die Kriterien wurden streng ausgelegt. Eine Schallplatte, die den Status „Independent“ erhielt durfte weder bei der Produktion, Herstellung, dem Marketing oder beim Vertrieb mit einer großen Plattenfirma zusammenarbeiten. Erstellt wurden die wöchentlichen Single-Charts und Album-Charts die auf realen Verkäufen basierten. Das Branchenblatt Record Business erstellte die Charts bis 1981 und wurde dann vom Media Research & Information Bureau (MRIB) übernommen. Die Charts wurden zum Abdrucken an andere Magazine verkauft, z. B. an das Branchenmagazin Music Week oder dem Musikmagazin Sounds. Im Jahr 1985 versuchte Music Week die Independent-Charts selber zusammenzustellen, erreichte jedoch nie die Autorität der Original-Independent-Charts. Ebenso wie die Charts weiterer Magazine, deren Erhebung lediglich auf den Verkäufen eines Plattenladens basierten. Das MRIB verlor mit dem Music Week einen wichtigen Kunden, lizenzierte seine Charts aber an viele kleinere, auch ausländische Magazine und konnte ab 1985 das Hochglanz-Teenager-Magazin Number One und von 1988 bis 1989 den Melody Maker als neue Kunden für die Independent-Charts gewinnen.
Seit dem 29. Juni 2009 werden die Independent-Charts von der Official Charts Company zusammengestellt. Die Kriterien wurden neu definiert. Demnach wird der Status „Independent“ verliehen, sobald die Veröffentlichung zu 50 % unabhängig von einem Major-Label geschieht, wobei der Vertrieb unberücksichtigt bleibt. Begründet wird es damit, dass die Major-Labels den Vertrieb zunehmend ausgelagert haben. Allison Schnackenberg von Southern Records, kritisierte die neuen Regeln und fürchtete eine schleichende Verwässerung des Begriffs Independent.
Das Pendant hierzu waren beziehungsweise sind in Deutschland die Independent Top 20 und in den Vereinigten Staaten die Billboard Independent Albums (ehemals Billboard Top Independent Albums).